# Piornedo
Piornedo es una petita aldea (lugar) de la parròquia de Donís (dedicada a Sant Fèlix), al municipi de Cervantes. Està situada a la serra dels Ancares a 1200 m d'altitud. Segons l'IGE (Instituto Galego de Estadística), el 2017 tenia 39 habitants (21 homes i 18 dones), 3 menys que el 2016.

## Situació
Piornedo és situat al capdamunt d'una vall que s'obre cap a l'oest. Aquesta vall la recorre el riu Veiga Cimeira que aboca les seves aigües al riu Ser, afluent del Navia.
Per arribar fins a Piornedo es pot fer des de diferents llocs. Per Galícia s'hi pot arribar des de Navia de Suarna agafant la LU-P-3505.També s'hi pot arribar seguint la LU-P-1401; aquesta carretera neix de la LU-723 a l'alçada d'A Ponte de Doiras i que enllaça As Pontes de Gatín (Galícia) amb Ambasmestas (Castella i Lleó). Des de Pedrafita do Cebreiro s'hi pot arribar per la carretera LU-P-4504, que enllaça més amunt amb la LU-723. Des de la província de Lleó també és possible d'accedir al poble des de A Veiga de Espiñareda agafant la LE-4211.

## Patrimoni
El poble és famós per les pallozas, construccions circulars d'origen preromà i amb el sostre vegetal que eren habitatges, estables i magatzem alhora. Aquest tipus de construcció és típica de la muntanya de Lugo. A Piornedo algunes d'aquestes pallozas s'han restaurat, com l'anomenada Casa do Sesto, habitada fins al 1970 i que ha estat transformada en un museu etnogràfic. El poble compta amb un total de 14 pallozas que han estat declarades Bé d'Interès Cultural.
Al capdamunt del poble, just al costat del camí que et porta fins al cim del Mustallar, hi ha l'església de San Lourenzo.